# Lago Acquato
Il lago Acquato si trova in provincia di Grosseto, nell'area delle colline dell'Albegna e del Fiora, nell'entroterra nord-orientale del territorio comunale di Capalbio. Il bacino lacustre sorge non lontano dalla sorgente del fiume Chiarone, rispetto alla quale si trova a nord-ovest.

## Area protetta
Il lago rientra con il lago di San Floriano tra i siti di interesse comunitario, per il delicato ecosistema e per il pregio naturalistico dell'area in cui si trova.